# Amazona (Frentz)
Amazona  (en ruso: «Амазонка») es una de las pinturas más conocidas del pintor ruso soviético Rudolf Frentz (1888–1956).

## Descripción
El cuadro presenta el retrato ecuestre de la esposa del artista Catalina Anisimovna Stulovskaya (de casada, Frentz). Pintado hacia 1925, el retrato muestra a una joven montando a la amazona con un traje de montar azul. Es un encantador retrato, único entre las obras del artista de los años 1920 y no tiene análogos en las colecciones de los grandes museos de Rusia. El retrato es bastante raro en la pintura soviética y más cuando es una reproducción ecuestre femenina.

## Historia
El cuadro Amazona se mostró por primera vez en la exposición individual de Rudolf Frentz en 1928 en Leningrado. En 1970, después de un largo periodo el retrato se volvió a mostrar, en la exposición de obras de Rudolf Frentz en la Unión de Artistas de Leningrado. En 2007 la pintura «Cafe Gurzuf» fue reproducida en el libro de Realismo socialista desconocido. La Escuela de Leningrado.